# Орлик над Влтавою
Орлик над Влтавою (чеськ. Orlik nad Vltavou, нім. Burg Worlik) — замок, розташований на річці Влтаві, південніше Праги.

## Історія
Орлик над Влтавою — замок на воді, розташований на мисі, що глибоко вдається у води Орлицького водосховища на річці Влтаві. Замок був побудований в XIII ст. в кінці періоду правління чеського короля Пржемисла Отакара II як невелика королівська фортеця для охорони броду через Влтаву. У той час переправа через Влтаву з використанням броду була платною і обкладалася королівської митом, тому замок Орлик був уособленням могутності королівської влади. Спочатку це була невелика одноповерхова будівля. При археологічних розкопках у 2000 році у внутрішньому дворі замку були виявлені фрагменти поселення, які датуються другою половиною XIII століття. Найпізніше на початку XIV століття була зведена Фортечна стіна, пізніше добудована з боку північно-західного крила замку. У цей період побудови замку складалися з південно-західної житлової частини і головною кріпосної башти діаметром близько 10 метрів, розташованої по центру західної стіни. Вежа служила для контролю під'їздів до замку. У цей же період біля південної стіни замку була зведена капела, а також мисливський зал.
До XVI ст. замок постійно добудовувався. На початку XVI століття (в 1508 році) Орлик пережив велику пожежу. Відновлення замку здійснювалося в стилі ренесансу. Через кілька років після цього замок з дозволу короля перейшов у спадкове володіння дворянського роду Швамбергів. У цей час почалася активна реконструкція і добудовування замку, змінився також і його інтер'єр. В 1575 замок став вище на 1 поверх. Після 1620, коли все майно Швамбергів було конфісковано, замок Орлик перейшов у володіння роду Еггенбергів. В 1719 Орлик одержав у спадок від своєї тітки князь Адам Франциск Шварценберг.
Після створення Чехословацької республіки майно Шварценбергів, включаючи замок Орлик, було конфісковано, а після «оксамитової революції» повернуто дворянському роду Шварценбергів, якому замок належить і зараз.
Після будівництва Орлицької греблі на Влтаві замок дещо втратив свою велич. Спочатку, обнесений зубчастою стіною замок стояв на краю скелі. Тепер же, води річки піднявшись на кілька десятків метрів і, затопивши низини, впритул наблизилися до підніжжя замку.

## Пам'ятки замку
Замок відкритий для туристів, в ньому представлені колекції зброї і нагород роду Шварценбергів, свічники та посуд XV—XVII століть, старовинні книги. Одним з найцінніших об'єктів старовинної бібліотеки є комплект з 4 книг, який існує у світі лишень в трьох примірниках і називається «Le Musée Francais» («Музеї Франції»).
Інтер'єр замку оформлений у стилях ампір, романтизм та неоготика.

## Ілюстрації

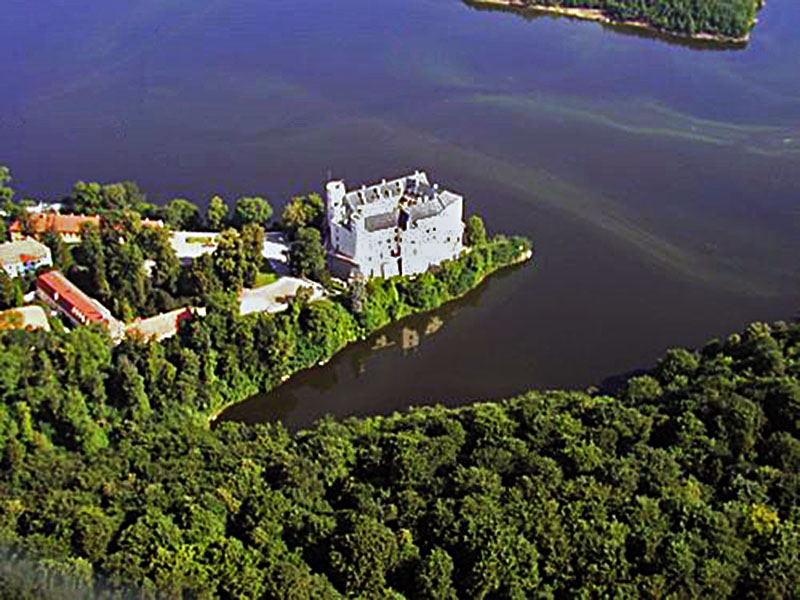
Сучасний вигляд замку
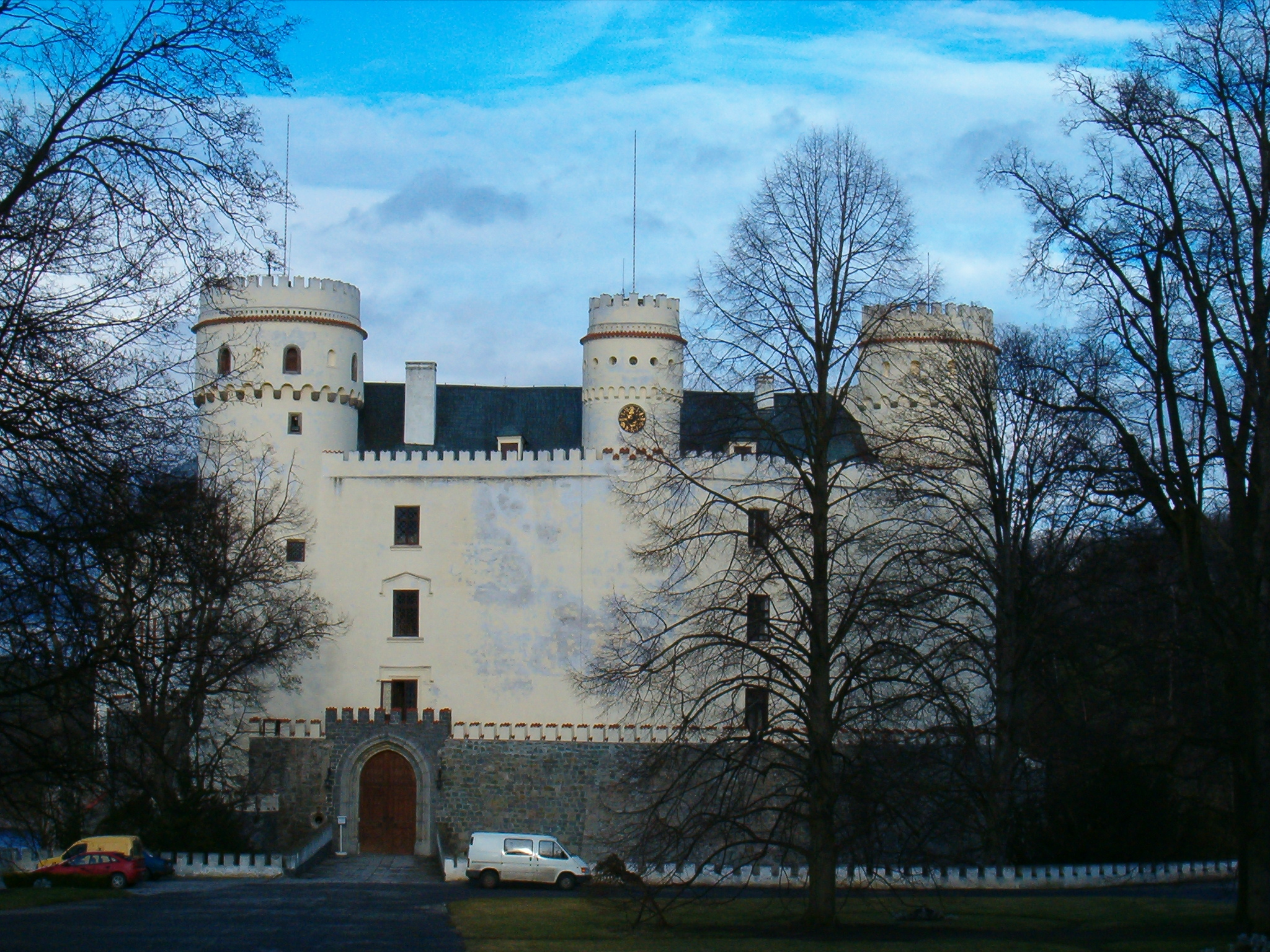
Сучасний вигляд замку
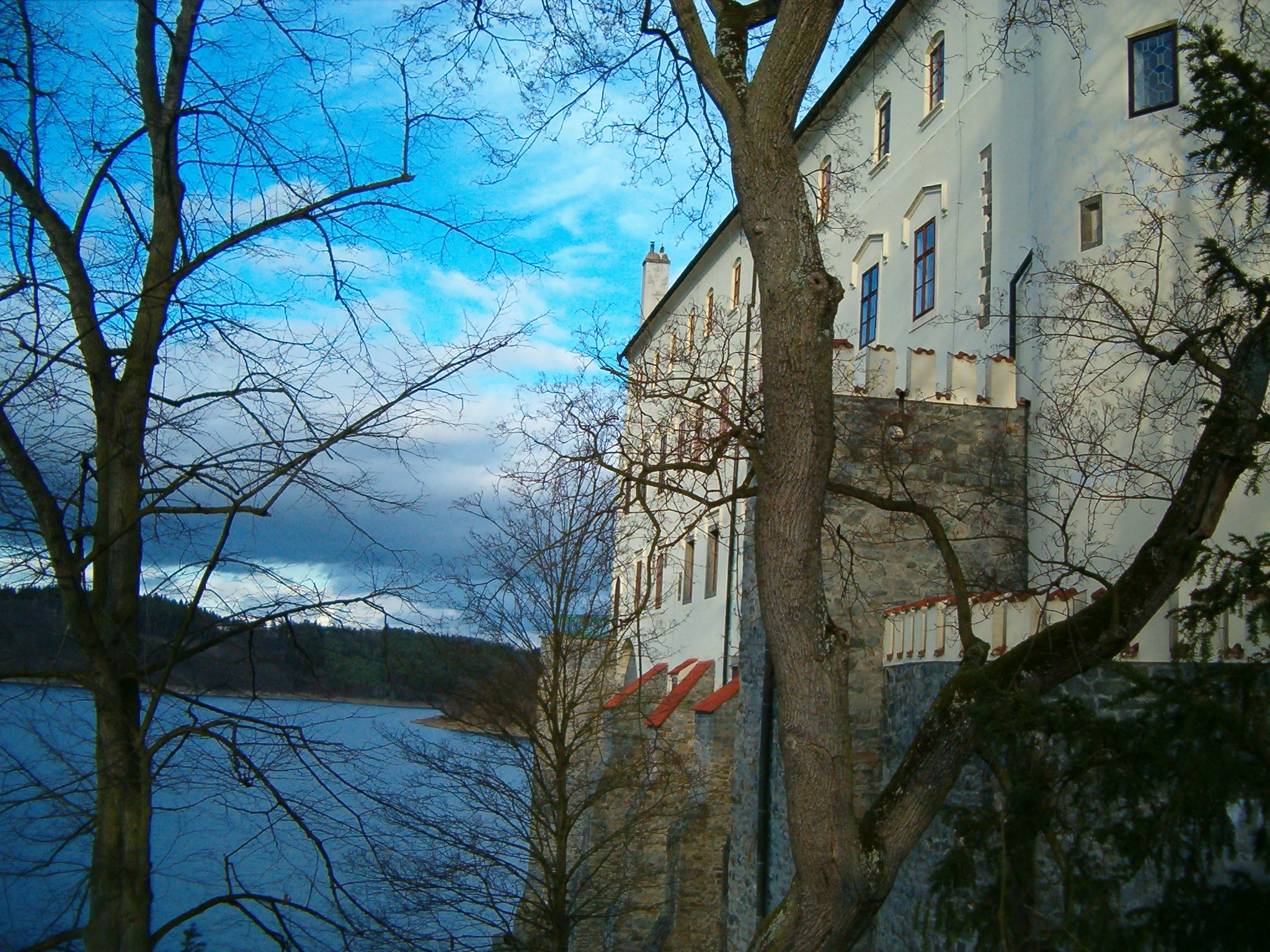
Сучасний вигляд замку
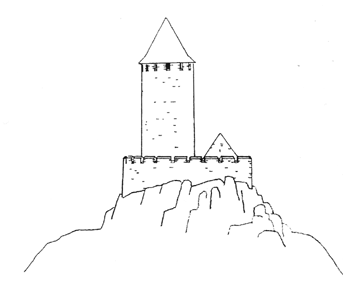
Вид замку в XIII-XIV ст.
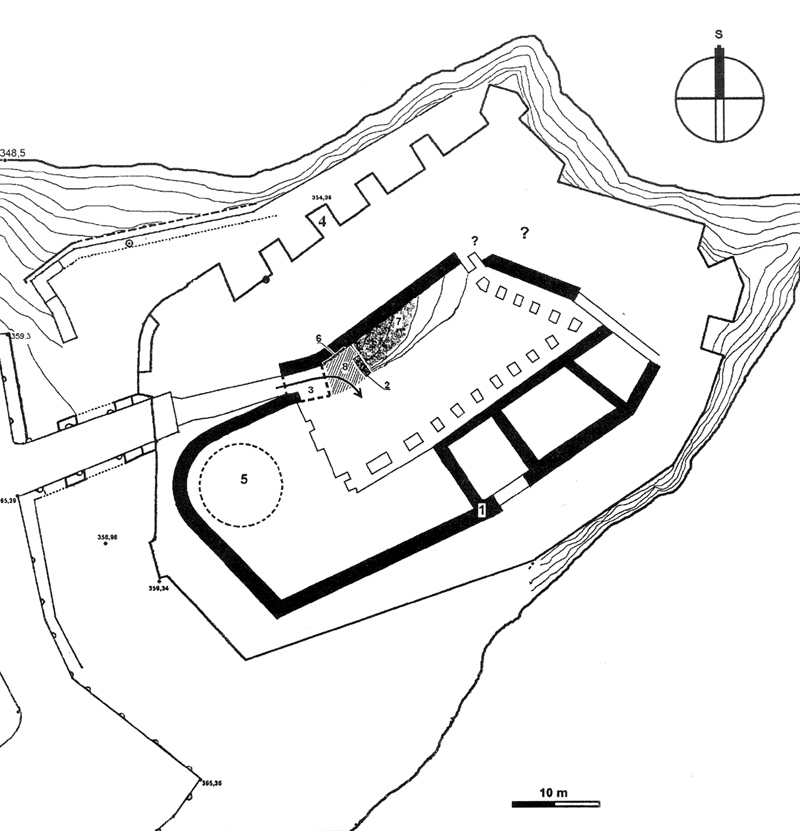
Вид замку в XIII-XIV ст.
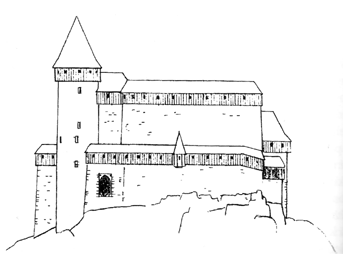
Вид замку в XV ст.
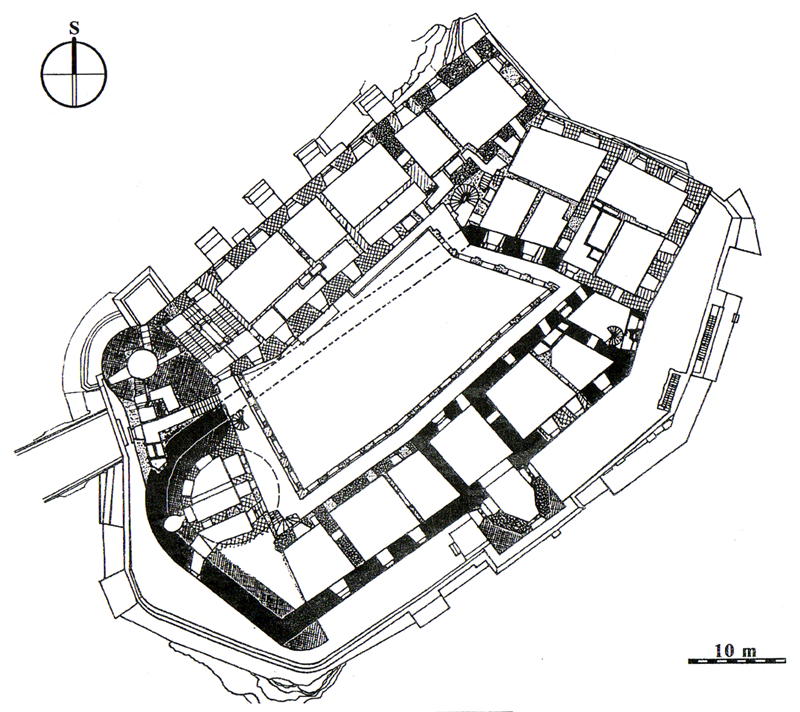
Вид замку в XV ст.